# Sofia Torvalds
Sofia Torvalds, född 1970 i Helsingfors i Nyland, är en finlandssvensk journalist och författare. 

## Biografi
Sofia Torvalds har studerat journalistik vid Svenska social- och kommunalhögskolan och jobbar som redaktör på Kyrkpressen (2020). Två av författarens böcker vann pris av Svenska litteratursällskapet i Finland; år 2014 belönades hon för boken Hungrig och 2017 för Bliv du hos mig